# Se permettete parliamo di donne
Se permettete parliamo di donne («Si me lo permiten, hablemos de mujeres» en italiano) es una película de comedia italiana de 1964 que representa el debut como director de Ettore Scola. La película consta de nueve segmentos que tratan sobre las dificultades de las relaciones entre hombres y mujeres, todos con Vittorio Gassman interpretando al personaje central en cada uno.
Algunas escenas fueron filmadas en Monte Terminillo. Al año siguiente, Lina Wertmüller dirigió Questa volta parliamo di uomini («Esta vez hablamos de hombres»), que pretende ser una respuesta a Se permettete parliamo di donne.

## Reparto
- Vittorio Gassman como Extraño / Bromista práctico / Cliente / Amante / Amante impaciente / Camarero / Hermano tímido / Trapero / Prisionero.
- Sylva Koscina como Chica renuente.
- Antonella Lualdi como Prometida.
- Eleonora Rossi Drago como Dama indolente.
- Jeanne Valérie como Esposa del preso.
- Maria Fiore como Esposa temerosa.
- Umberto D'Orsi como Viejo amigo.
- Heidi Stroh como Recogida (como Haidj Stroh).
- Olga Romanelli como Madre angustiada.
- Attilio Dottesio como Funcionario de prisiones.
- Edda Ferronao como Doncella dispuesta.
- Marco Tulli como El otro hombre.
- Giovanna Ralli como Prostituta.
- Walter Chiari como Mujeriego.
- Thea Fleming como Chica en el bar de la piscina (sin acreditar).
- Rosanna Gherardi como Hermana deshonrada (sin acreditar).
- Ivy Holzer como Recogida (sin acreditar).
- Mario Lucidi como Hijo (sin acreditar).
- Donatella Mauro como Esposa (sin acreditar).
- Gigi Proietti como Omero (sin acreditar).